# نورمان كالدر
نورمان كالدر (1950 – 13 فبراير 1998) مؤرخ بريطاني.

## الحياة
في عام 1969، التحق كالدر بكلية وادهام بجامعة أكسفورد، وحصل على المركز الأول في اللغة العربية والفارسية عام 1972. ثم سافر إلى الشرق الأوسط ومكث هناك مدة أربع سنوات حيث عمل مدرسًا للغة الإنجليزية. بعد عودته إلى بريطانيا، التحق بمدرسة الدراسات الشرقية والأفريقية في لندن وحصل على درجة الدكتوراه. تحت إشراف جون وانسبرو. في عام 1980 التحق بجامعة مانشستر في قسم دراسات الشرق الأوسط. هناك، كان محاضرًا أول في اللغة العربية حتى وفاته. كطالب في وانسبرو، ينتمي كالدر إلى ما يسمى بالمدرسة «التنقيحية» للدراسات الإسلامية.

## البحوث
ركز كالدر على الشريعة الإسلامية في العصور المبكرة للإسلام. قام بتحليل أقدم نصوص الشريعة الإسلامية بتطبيق منهج النقد التاريخي، وخاصة النقد الأدبي. ووجد أن النصوص الأولى للشريعة الإسلامية لم يكتبها مؤلف واحد ولكنها كانت نتاج عملية أطول من العمل التحريري للعديد من المؤلفين. وفي وقت لاحق فقط نُسبت النصوص إلى شخصية موثوقة. حدد كالدر تاريخ هذه النصوص إلى النصف الأول من القرن الثالث في التسلسل الزمني الإسلامي، أي حتى منتصف القرن التاسع. وهذا يعني أن أقدم النصوص حول الشريعة الإسلامية كتبت بعد 200 عام من تأسيس الإسلام نفسه. كان كالدر ممثلاً للمدرسة التنقيحية للدراسات الإسلامية.

## الأعمال
- دراسات في الفقه الإسلامي المبكر (1993).
- التفسير والفقه في الإسلام في العصور الوسطى (2006)، مع جويد مجددي.
- الفقه الإسلامي في العصر الكلاسيكي (2014).
- الإسلام الكلاسيكي: كتاب مرجعي للأدب الديني (2012)، تم تحريره مع جويد مجددي وأندرو ريبين.